# 茜紬うた
茜紬 うた（あづみ うた、1996年〈平成8年〉6月24日 - ）は、日本のグラビアアイドル、タレント。
鹿児島県出身。GDL Entertainment所属。

## 経歴
2017年12月10日、アイドルグループ・スリジエの候補生ユニット「ホライズン」メンバーとしてデビュー。2018年7月に正規メンバー昇格。8月11日にスリジエ宙組として活動。
2018年11月23日 Zepp DiverCityにてスリジエとして1stワンマンライブを行う。2018年11月23日 品川プリンスステラボールにてスリジエとして2ndワンマンライブ。
2020年2月29発売『グラビアプレスVol2』（秀麗出版）で初めてグラビア撮影を行い、同年8月の同誌Vol3にも掲載。書泉ブックタワーで行われた発売開始記念イベントにも参加した。同年10月25日　1stDVD『恥じらいのうた』エアーコントロールより発売。『週刊プレイボーイ』（集英社）2020年11/16・48号の企画「ボジョレーグラドル解禁‼」では倉持由香から注目新人グラドルとして紹介された。同年10月に初のイメージビデオを発売。11月には初のDVDリリースイベントをソフマップAKIBA1号店 サブカル・モバイル館6Fで行う。
2021年1月にはダンスボーカルグループ「G☆2☆L」（ジー・トゥ・エル）に加入も、2022年7月5日、8月16日にスリジエを卒業ライブを行った。「G☆2☆L」としての活動も年内いっぱいとし、2023年以降はグラビアアイドルとしての活動に専念することを発表。
2024年2月開催の「TGIF Photo Session 週プレ賞 2024」でベスト30入りした後、同年4月、『ミスヤングアニマル2024』にエントリー。マシェバラ部門のランキングで上位に入る等健闘した結果、同年7月28日、ミスヤングアニマル2024グランプリに選出。ミスヤングアニマル史上最年長となる28歳での栄冠獲得となった。また同じ事務所の弓川いち華と共に、キックボクシング「KNOCK OUT」のラウンドガールに当たる『KNOCK OUTガールズ』としても活動している。

## 人物
- 趣味は読書（小説・漫画）・推し事。特技は楽器を吹くこと（SAX Bass cl）、吹奏楽歴9年。

- 憧れの人は板山紗織（Luce Twinkle Wink）。ライブアイドルからグラビアアイドルへの転身は、「グラビアの仕事をしている時の自分がすごく好き。撮影の時に自分が輝けていると感じた」ため。グラビアアイドル界での尊敬する人物として長澤茉里奈とくりえみを挙げている[1]。

- アイドルウォッチャーの北川昌弘は茜紬の印象を「可憐キュート系」と表現している[5]。

- 芸名は「茜」＝夕日の茜色、転じて心の癒やし想いを込めて。「紬」＝人の心をつむぐ存在になりたい。「うた」＝歌が好きといった意味合いが込められている[12]。

## 作品

### イメージDVD
- 恥じらいのうた（2020年10月25日、エアーコントロール）[13][14]
- ささやかな欲望（2022年10月25日、エアーコントロール）[15]
- ラブソング（2024年9月27日、竹書房）[16][17]
- 人には言えない私の…（2025年5月30日、エスデジタル）[18][19]

### VR
- apartment Days！茜紬うた act1[20]（2020年11月27日、ファンタスティカ）
- apartment Days！茜紬うた act2[21]（2020年12月4日、ファンタスティカ）

## 出演

### テレビ番組
- カワウソちぃたん☆が行くホントの日本（2021年、千葉テレビ）[22]
- 鎧美女 #74（2021年1月26日〈25日深夜〉、フジテレビONE）- 甲冑：足利尊氏[23]

### 舞台
- RAVE☆塾『かえってきた超嬢エクストラ』[24]
- RAVE☆塾『またかえってきたWteen』[25]